# 네이피어 시티 로버스
네이피어 시티 로버스(Napier City Rovers)는 뉴질랜드 네이피어를 연고로 하는 축구단이다. 

## 클럽 역사
1973년에 네이피어 로버스와 네이피어 시티의 합병을 통해 창단되었다.
네이피어 시티 로버스는 1985년, 1993년, 2000년, 2002년, 2019년에 뉴질랜드 최고의 녹아웃 축구 대회인 채텀 컵에서 5번 우승했으며, 1989년, 1993년, 1998년, 2000년에는 구 뉴질랜드 내셔널 풋볼 리그에서 우승을 기록했다. 구단은 2001년 오세아니아 클럽 챔피언십에서 뉴질랜드 대표로 참여해 대회 3위를 기록했다.
네이피어가 속해 있는 호크스베이 지방은 2004년 여름 뉴질랜드의 새로운 뉴질랜드 풋볼 챔피언십 첫 해부터 시작해 네이피어 시티 축구가 해당 지역을 대표하는 축구단이였지만, 구단 통합 이후 해당 지역도 로버스에 통합되지는 않았고 호크스베이 유나이티드 FC라는 이름의 구단을 지역에 새로 창단하였다.

## 수상
- 뉴질랜드 내셔널 축구 리그
  - 우승 (4): 1989, 1993, 1998, 2000.

- 채텀 컵
  - 우승 (5): 1985, 1993, 2000, 2002, 2019

- 센트럴 프리미어 리그
  - 우승 (3): 2012, 2015, 2018.

## 선수 명단

### 현역
- J. C. 맥(2020, 2022 ~ )

### 역대
- 셰인 스멜츠(2001 ~ 2002)